# جون هاليداي (مؤرخ)
جون هاليداي (بالإنجليزية: Jon Halliday)‏ هو مؤرخ بريطاني، ولد في 1939 في دبلن في جمهورية أيرلندا.